# В'язникове
В'я́зникове (до 1948 — Шейх-Аса́н, крим. Şeyh Asan) — село Керченського району Автономної Республіки Крим.
Відстань від райцентру до населеного пункта становить 32 кілометрів по прямій.
За даними сільради на 2009 рік село займало площу 22,6 га на якій у 17 дворах, проживала 51 особа.

## Назва
З часу свого заснування село звалося Шейх-Асан (крим. Şeyh Asan), що у перекладі з кримськотатарської мови означає «шейхів жезл». Слово «asa» позначає будь-який символ влади, який можна тримати у руках: жезл, булаву, тростину тощо.
Ця назва зберігалася до 1948 року. Після вивезення кримського народу з Криму село дістало іншу назву — В'язникове (рос. Вязниково).
У 2023 році у проєкті Постанови Верховної Ради України «Про перейменування деяких населених пунктів Автономної Республіки Крим» село запропоновано перейменувати на Шейх-Асан.

## Населення
Згідно з відомостями усеукраїнського перепису населення, у селі живе 65 осіб. Згідно з «переписом 2014 року», здійсненим окупаційною владою Криму, населення склало 49 осіб.
За рідною мовою населення ділиться таким чином:
| Мова            | %     |
| --------------- | ----- |
| Російська мова  | 63,08 |
| Кримська мова   | 27,69 |
| Українська мова | 6,15  |